# Aeroportul Virginia Tech Montgomery Executive
Aeroportul Virginia Tech Montgomery Executive (IATA: BCB, ICAO: KBCB, FAA LID: BCB) este un aeroport din Virginia, Statele Unite ale Americii ce deservește zona Blacksburg⁠(d). Aeroportul a fost tranzitat în 2019 de 18 pasageri.
Situat la o altitudine de 650 m, aeroportul dispune de 1 pistă.

## Infrastructură

### Piste
Aeroportul dispune de o singură pistă. Pista 12/30 are suprafața de asfalt și dimensiunile 4.539 picioare × 100 picioare. 